# Pode Entrar: Multishow Registro
Pode entrar est un album de la chanteuse brésilienne Ivete Sangalo sorti en 2009.

## Liste des chansons
1. Balakbak
2. Cadê Dalila
3. Teus Olhos - Featuring Marcelo Camelo
4. Agora Eu Já Sei
5. Brumário - Featuring Lulu Santos
6. Meu Segredo
7. Completo - Featuring  Monica de San Galo
8. Eu Tô Vendo
9. Na Base do Beijo
10. Sintonia e Desejo - Featuring Aviões do Forró
11. Oba Oba
12. Viver com Amor
13. Vale Mais - Featuring Saulo Fernandes
14. Meu Maior Presente
15. Quanto ao Tempo - Featuring Carlinhos Brown
16. Muito Obrigado Axé - Featuring Maria Bethânia
17. Não Me Faça Esperar